# 西山墓地 (同仁)
西山墓地，位于中国青海省同仁市保安乡下庄村，为青海省市县级文物保护单位，公布日期为1988年8月26日，类型为古墓葬。
西山墓地的历史年代为新石器时代。